# Ponte dos Tirantes
A Ponte dos Tirantes é uma ponte estaiada que atravessa o rio Lérez, na cidade de Pontevedra, Espanha, ligando a margem sul à margem norte na altura do Palácio de Congressos da cidade.
Desenhado por Leonardo Fernandez Troyano e Francisco Javier Manterola Armisen em 1992, foi inaugurado em 1995. É uma das 33 pontes mais notáveis de Espanha.

## História
A construção da ponte foi prevista pela Junta da Galiza para ligar as duas margens do rio Lérez no início dos anos 90 do século XX como parte de um vasto projecto de planejamento urbano relativo para o desenvolvimento da zona nordeste da cidade, no terreno drenado de um antigo pântano salgado ou marisma.
O projecto incluiu a construção do Palácio de Congressos de Pontevedra e de uma ponte estaiada para o servir e funcionar como saída para norte da cidade. O júri do concurso para o desenho preliminar da ponte, presidido pelo Ministro Regional de Obras Públicas, José Cuíña, anunciou a sua decisão a 15 de dezembro de 1991. 
A construção da ponte começou em Abril de 1993. A construção da ponte foi condicionada pelas marés da ria de Pontevedra com variações de mais de 4 metros no nível do mar. Isto obrigou a um processo de construção independente da água e a ponte teve de ser construída por estruturas em consola sucessivas.
Em 13 de maio de 1995, a estrutura foi submetida a um ensaio de carga, com un total de 480.000 kg distribuídos por 16 camiões que causaram uma deformação máxima de 19,3 cm ao nível do convés inferior. Uma vez concluído com sucesso este teste de carga, a ponte foi aberta ao tráfego a 26 de maio de 1995 e a partir daí tornou-se um dos símbolos da modernidade da cidade. 

## Descrição
A ponte tem um comprimento total entre pilares de 125 metros sem apoios intermédios, e tem uma torre de betão armado inclinada de 63 metros de altura da qual emergem 17 pares de cabos de sustentação, os da frente segurando o tabuleiro, e os do traseira suportadas por duas bases de concreto no solo, servindo de contrapeso para equilibrar as forças da torre. A largura do tabuleiro da ponte é de 20 metros.
O tabuleiro da ponte é estaiado no eixo por meio de dois planos de cabos duplos, que são ancorados no centro da seção a cada 6 metros com uma separação de 0,70 metros entre eles. A torre serve de âncora para os cabos frontais que sustentam o tabuleiro da ponte e os cabos de compensação.
A forma como a ponte é percebida é determinada pelas condições climáticas. As variações de luz, ou a intensidade do vento, alteram a percepção da ponte quando o vento balança os seus cabos e produz um ruído característico.
A pont tinha 4 faixas de rodagem, mas em 2013, uma delas foi removida para incorporar uma ciclovia. 
Os cabos de aço são reflectidos na água e quando há vento fazem um ruído muito especial e espectacular.

## Galeria de imagens

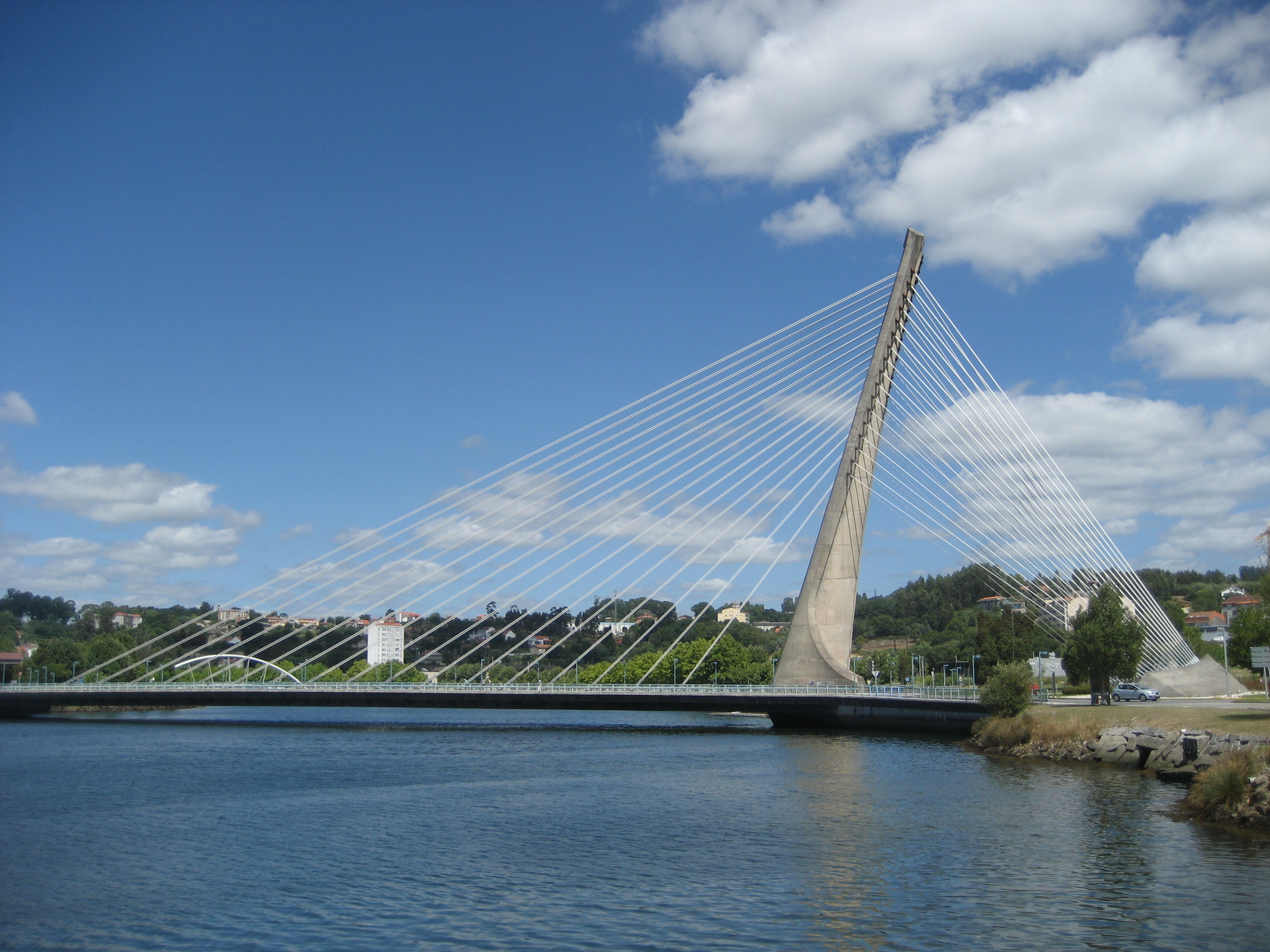
Ponte dos Tirantes
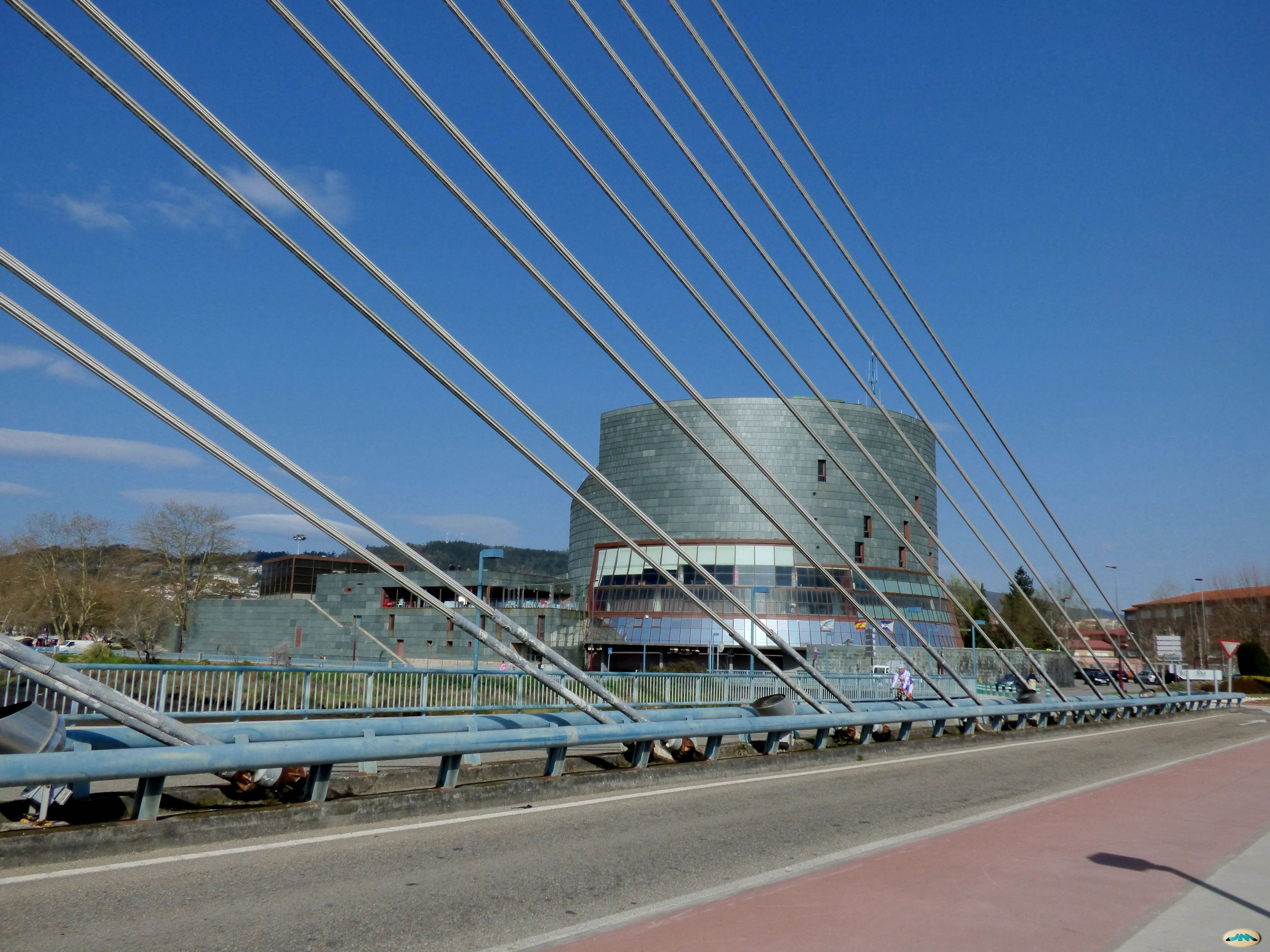
Ponte dos Tirantes e Palácio de Congressos
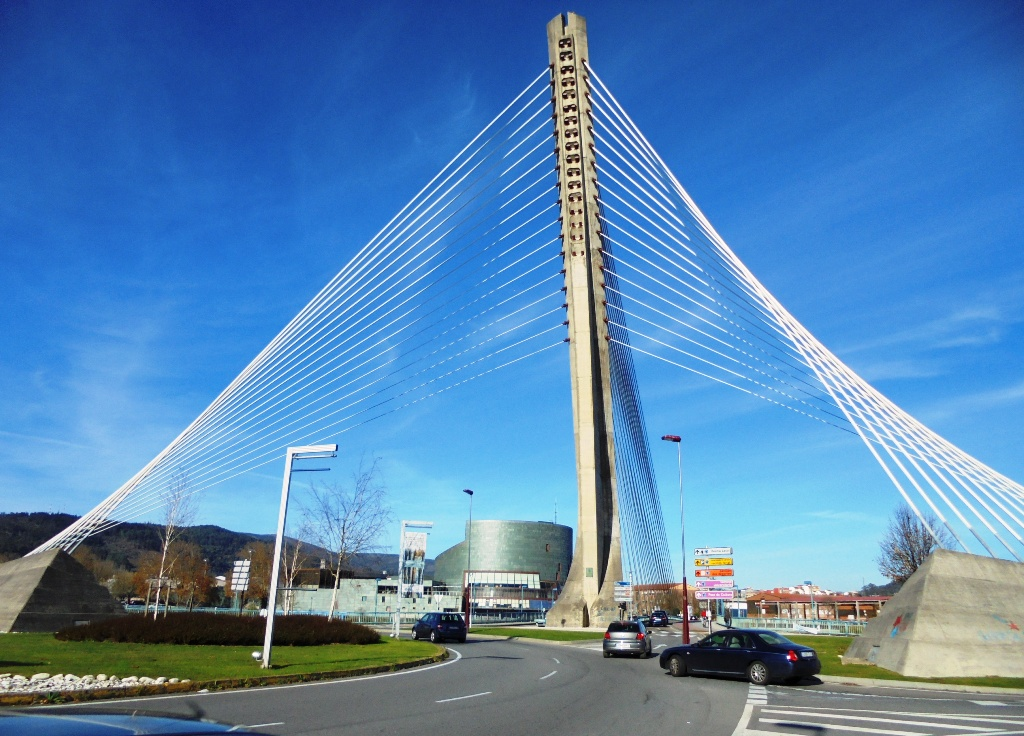
Torres e bases em concreto armado
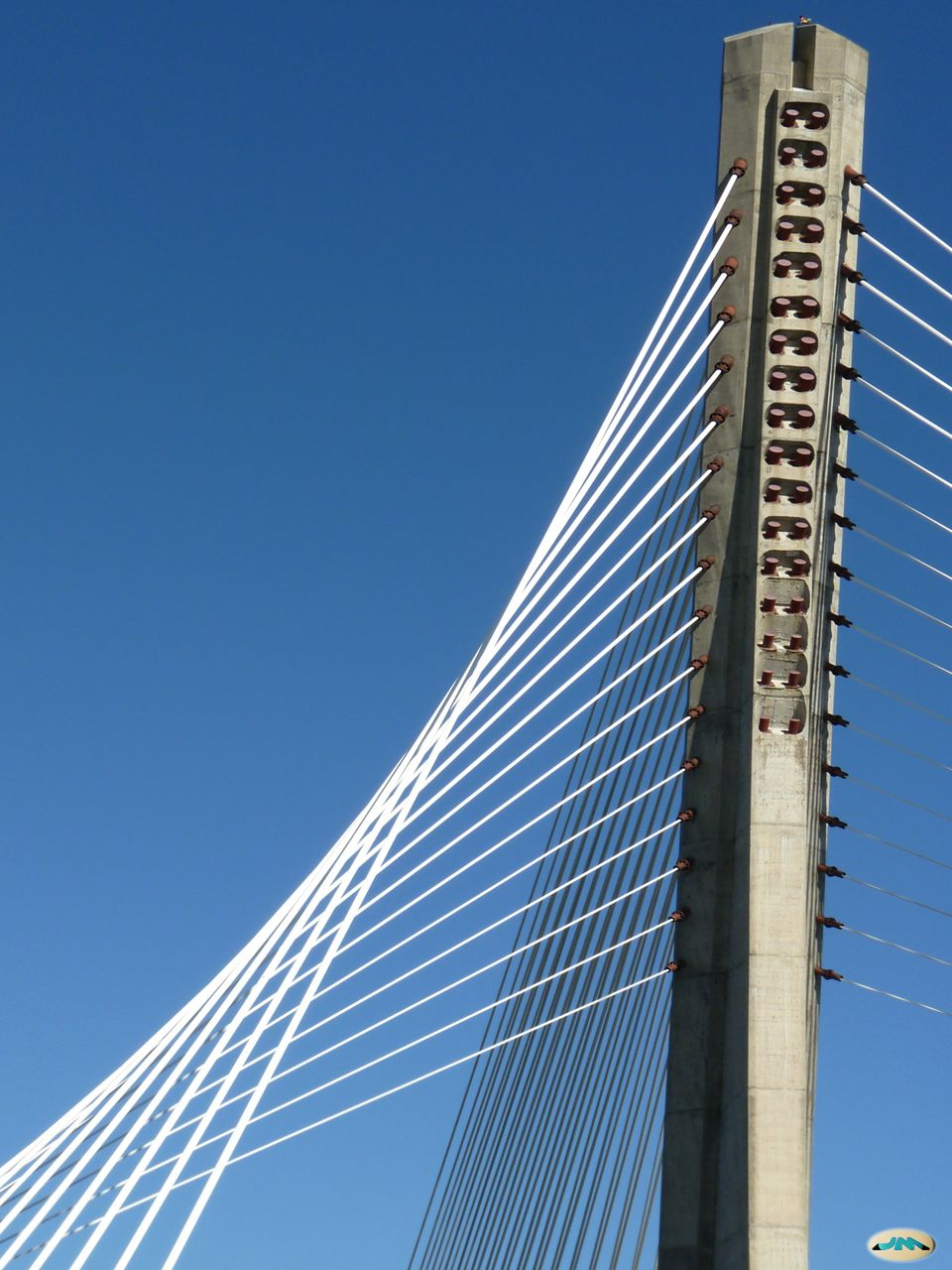
Cabos
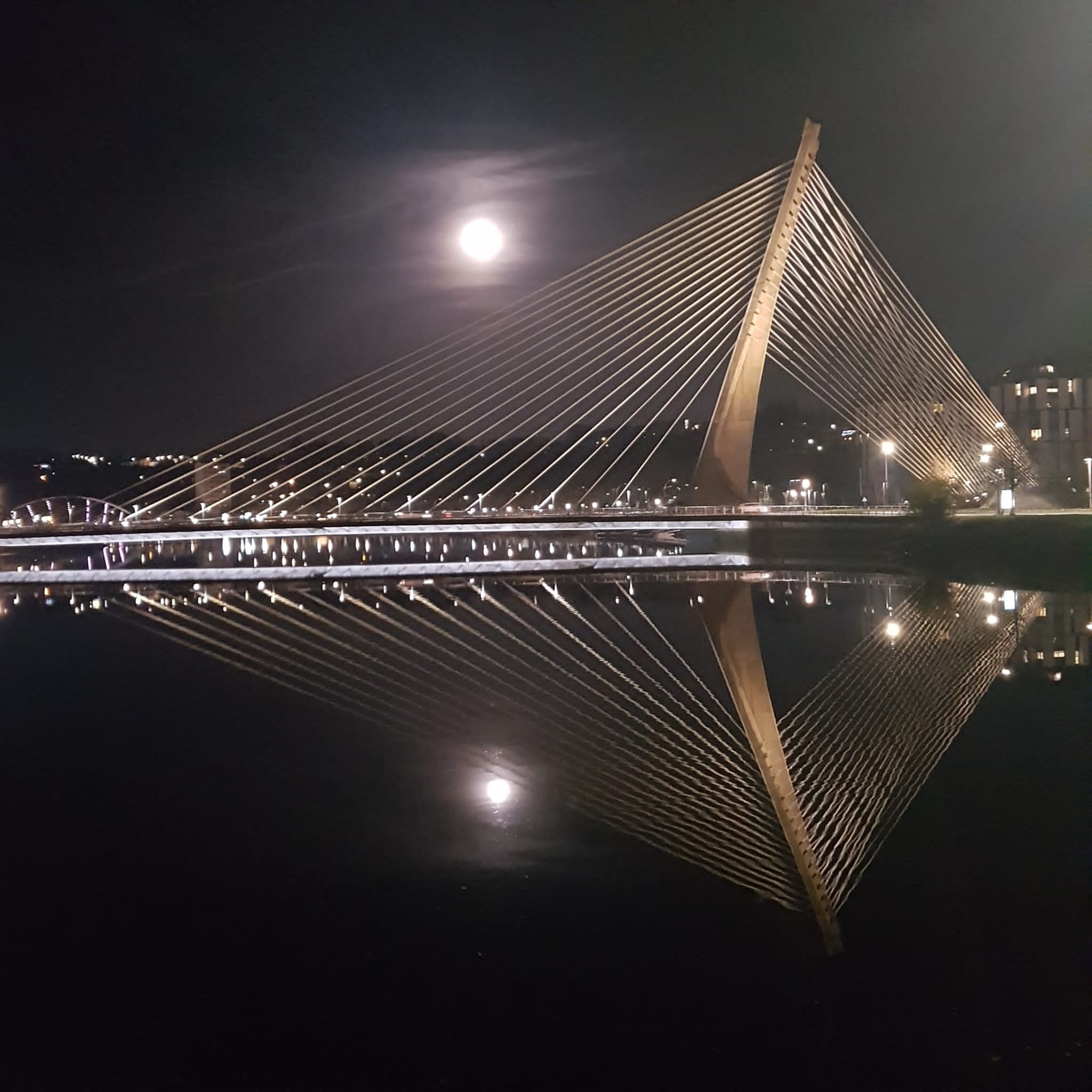
Ponte iluminada à noite
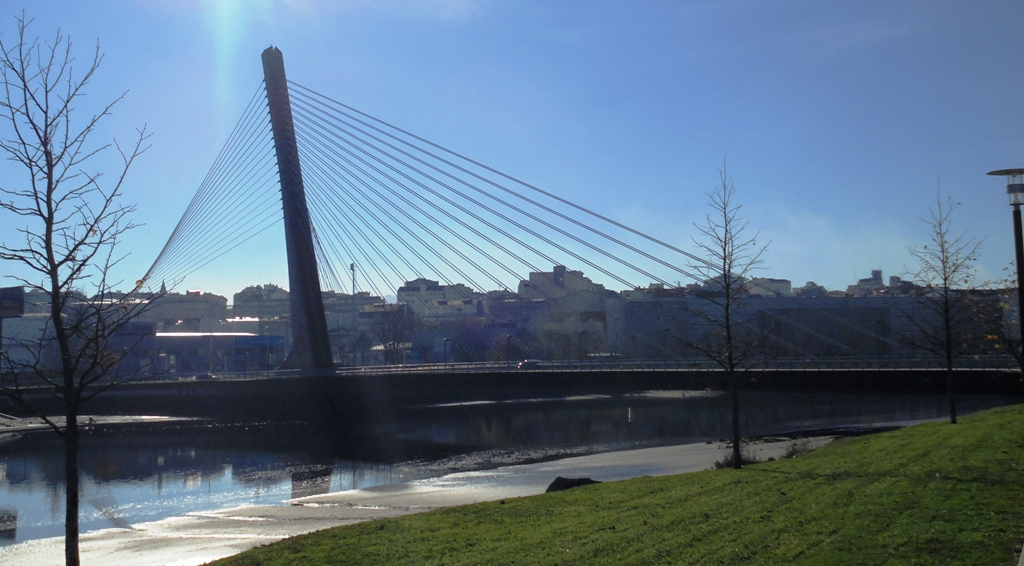
A ponte e a cidade
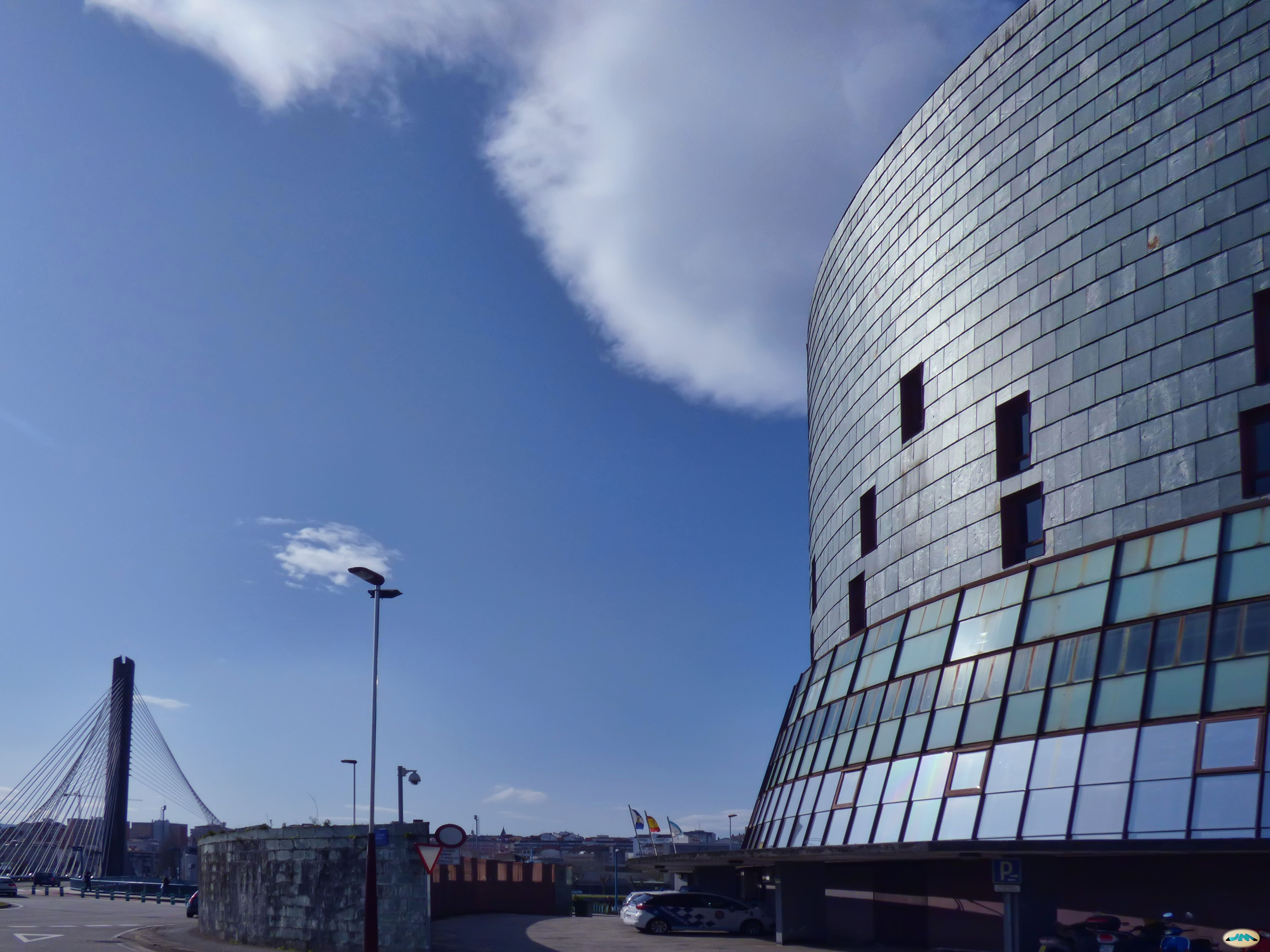
O auditório do Palácio de Congressos e a ponte ao fundo
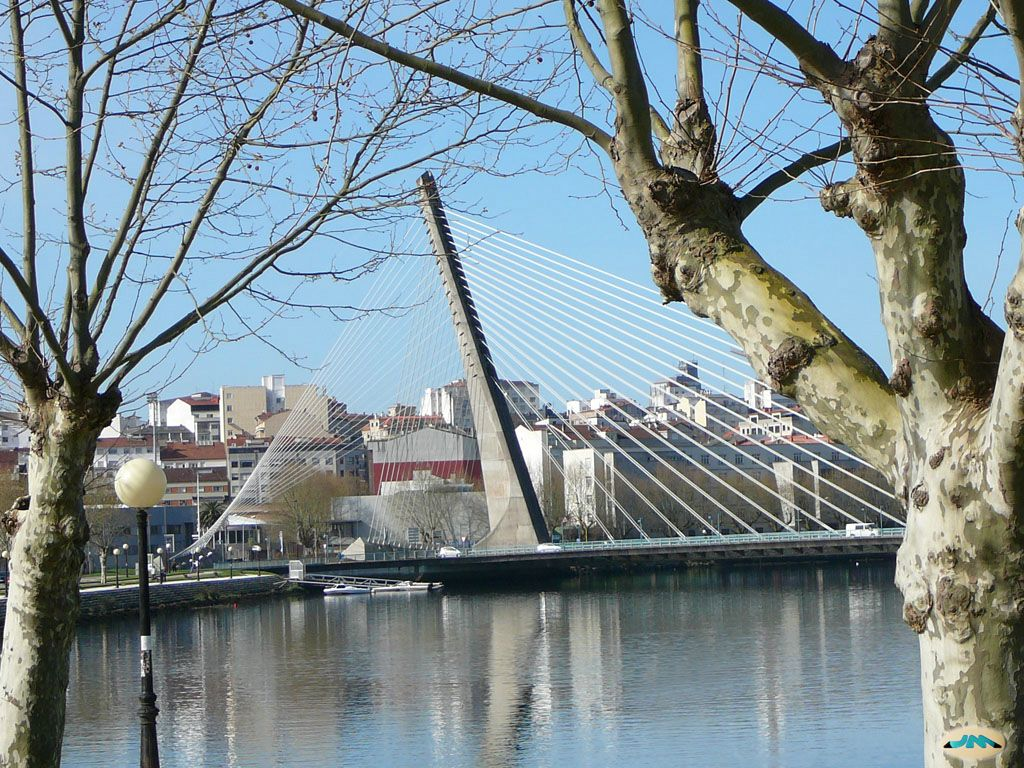
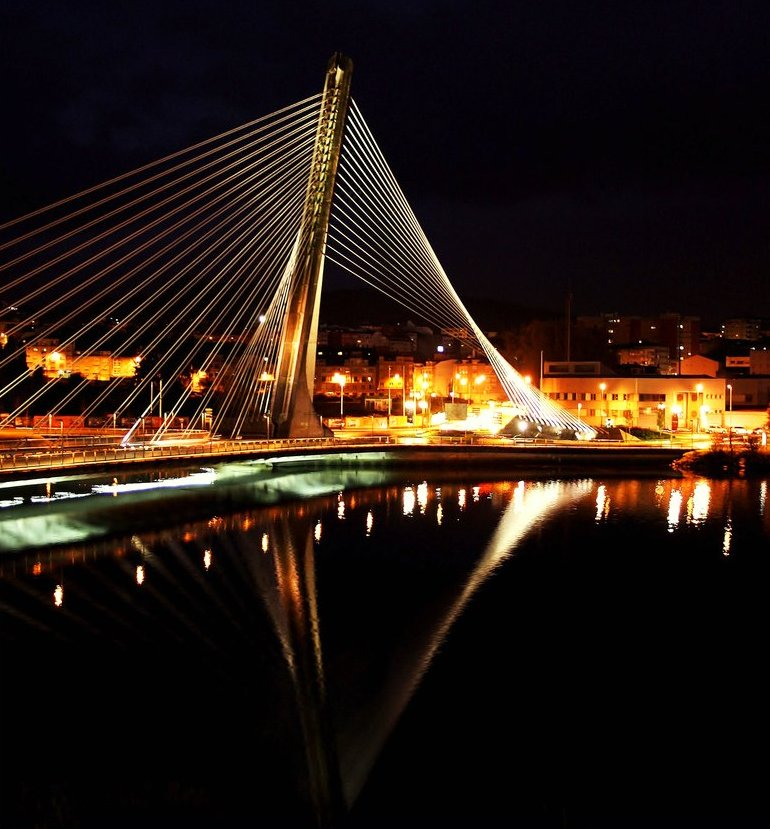

### Outros artigos
- Ponte estaiada
- Ponte das Correntes
- Ponte do Burgo
- Ponte da Barca
- Ponte de Santiago